# (5999) Плесшия
(5999) Плесшия (лат. Plescia) — астероид, относящийся к группе астероидов пересекающих орбиту Марса. Он был открыт 23 апреля 1987 года американскими астрономами Кэролин Шумейкер и Юджином Шумейкером в Паломарской обсерватории.

Орбита астероида Плесшия и его положение в Солнечной системе